# Helina reni
Helina reni este o specie de muște din genul Helina, familia Muscidae, descrisă de Wang, Xue și Zhang în anul 2006. Conform Catalogue of Life specia Helina reni nu are subspecii cunoscute.